# Pisces Iscariot
Pisces Iscariot är ett samlingsalbum av den amerikanska rockgruppen The Smashing Pumpkins bestående av b-sidor och tidigare outgivna låtar. Albumet gavs ut den 4 oktober 1994 genom Virgin Records och finns på CD, kassettband och LP. Vid utgivningen 1994 nådde Pisces Iscariot fjärde plats i USA samt platinacertifiering enligt RIAA den 23 november samma år.

## Skivomslag
CD-, LP- och kassettversionerna utgavs alla med olika omslag. De 2000 första utgåvorna av den amerikanska vinylskivan innehöll en 7"-bonussingel med låten "Not Worth Asking" från den ursprungliga "I Am One"-singeln samt "Honeyspider II". Omslaget till den brittiska LP:n är identisk med den amerikanska fastän tryckningen är mycket ljusare och häftet inuti är av tjockare material.
Skivomslaget på CD-utgåvan, som är en suddig närbild på någons ansikte, har varit vilt omdebatterat och är det fortfarande. Vissa menar att det är Courtney Love, andra menar att det är James Iha eller Billy Corgan. Bandet har dock aldrig bekräftat detta.

## Låtlista
Alla låtar skrivna av Billy Corgan om ej annat anges.
1. "Soothe" (B-sida till "Disarm") – 2:36
2. "Frail and Bedazzled" (Tidigare outgiven, från inspelningen av Siamese Dream) – 3:17
3. "Plume" (Billy Corgan/James Iha; B-sida till "I Am One") – 3:37
4. "Whir" (Tidigare outgiven, från inspelningen av Siamese Dream) – 4:10
5. "Blew Away" (James Iha; B-sida till "Disarm") – 3:32
6. "Pissant" (B-sida till "Cherub Rock") – 2:31
7. "Hello Kitty Kat" (B-sida till "Today") – 4:32
8. "Obscured" (B-sida till "Today") – 5:22
9. "Landslide" (Stevie Nicks; B-sida till "Disarm") – 3:10
10. "Starla" (B-sida till "I Am One") – 11:01
11. "Blue" (från EP:n Lull) – 3:19
12. "Girl Named Sandoz" (Eric Burden/John Weider; Från Peel Sessions) – 3:34
13. "La Dolly Vita" (B-sida till "Tristessa") – 4:16
14. "Spaced" (Tidigare outgiven, från inspelningen av Siamese Dream) – 2:24

## Medverkande
- Billy Corgan – sång, gitarr
- James Iha – gitarr
- D'arcy Wretzky – bas
- Jimmy Chamberlin – trummor

Kerry Brown från dåvarande Chicago-bandet Catherine spelar trummor på "Whir". Han är sedan 2008 The Smashing Pumpkins turnéassistent.